# Раймунд I (граф Тулузи)
Раймунд I (*Raymond I, д/н —865) — граф Тулузький у 852—863 роках.

## Життєпис
Походив з династії Руерг (Раймундідів). Син Фулькоальд I, графа Руерга, та Сенегунди. Про молоді роки нічого невідомо. Підтримував старшого брата Фределона у боротьбі за Тулузьке графство з Вільгельмом II.
У 841 році отримав Лімозьке графство. У 849 році отримав від Фределона Руерзьке і Керсійське графства. У 852 році після смерті брата успадкував Тулузьке графство і віконтство Альбі. Відзначився підтримкою церкви та монастирів.
855 року допоміг сину Карла II, королю Західно-Франкської держави— Карлу Дитині — отримати корону Аквітанії. До 859 року фактично керував Аквітанією замість малолітнього короля. 862 надав 4 лібри срібла для заснування абатства Вабре.
У 862 році володіння Раймунда I були атаковані військами Гумфріда, графа Барселонського. В результаті поразки відмовився від Лімузену, а 863 року — від Тулузи та Руерга. Загинув 865 року в битві проти барселонського графа.

## Родина
Дружина — Берта.
Діти:
- Бернард (д/н—877), граф Тулузи у 863—877 роках
- Фульго, віконт Ліможу
- Ед (д/н—918), граф Тулузи у 877—918 роках
- Аріберт (д/н—862), аббат монастиря в Вабре
- донька, дружина Стефана (Етьєна), графа Оверні